# Кертсфельд
Кертсфельд (фр. Kertzfeld) — коммуна на северо-востоке Франции в регионе Гранд-Эст (бывший Эльзас — Шампань — Арденны — Лотарингия), департамент Нижний Рейн, округ Селеста-Эрстен, кантон Эрстен. До марта 2015 года коммуна административно входила в состав упразднённого кантона Бенфельд (округ Селеста-Эрстен).
Площадь коммуны — 9,43 км², население — 1277 человек (2006) с тенденцией к стабилизации: 1263 человека (2013), плотность населения — 133,9 чел/км².

## Население
Население коммуны в 2011 году составляло 1322 человека, в 2012 году — 1293 человека, а в 2013-м — 1263 человека.
| 1962 | 1968 | 1975 | 1982 | 1990 | 1999 | 2006 | 2008 | 2011 | 2012 | 2013 |
| ---- | ---- | ---- | ---- | ---- | ---- | ---- | ---- | ---- | ---- | ---- |
| 770  | 770  | 812  | 831  | 947  | 1121 | 1277 | 1321 | 1322 | 1293 | 1263 |

Динамика населения:

## Экономика
В 2010 году из 909 человек трудоспособного возраста (от 15 до 64 лет) 692 были экономически активными, 217 — неактивными (показатель активности 76,1 %, в 1999 году — 76,8 %). Из 692 активных трудоспособных жителей работали 652 человека (348 мужчин и 304 женщины), 40 числились безработными (17 мужчин и 23 женщины). Среди 217 трудоспособных неактивных граждан 73 были учениками либо студентами, 92 — пенсионерами, а ещё 52 — были неактивны в силу других причин.

## Достопримечательности (фотогалерея)

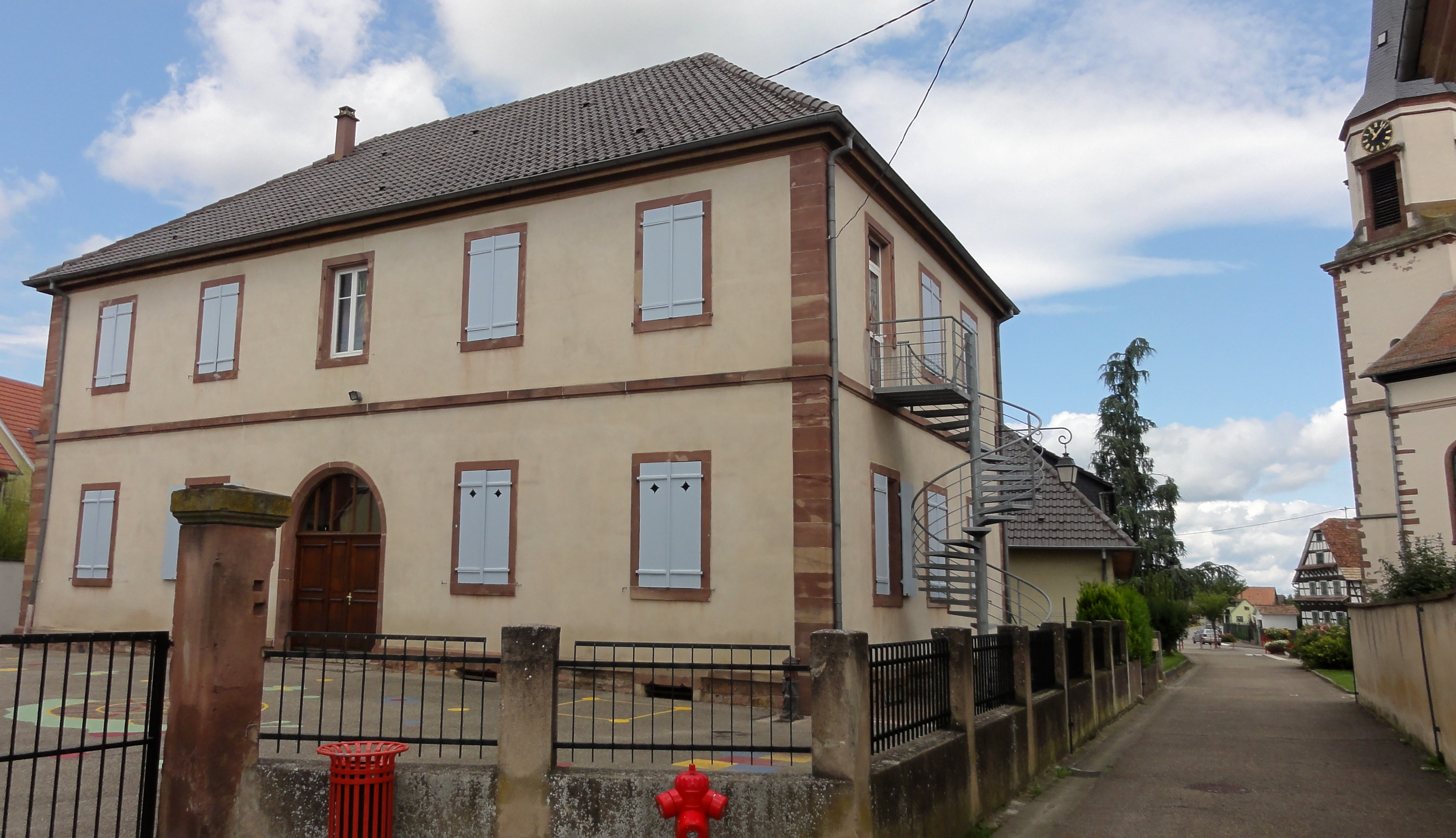
Здание школы
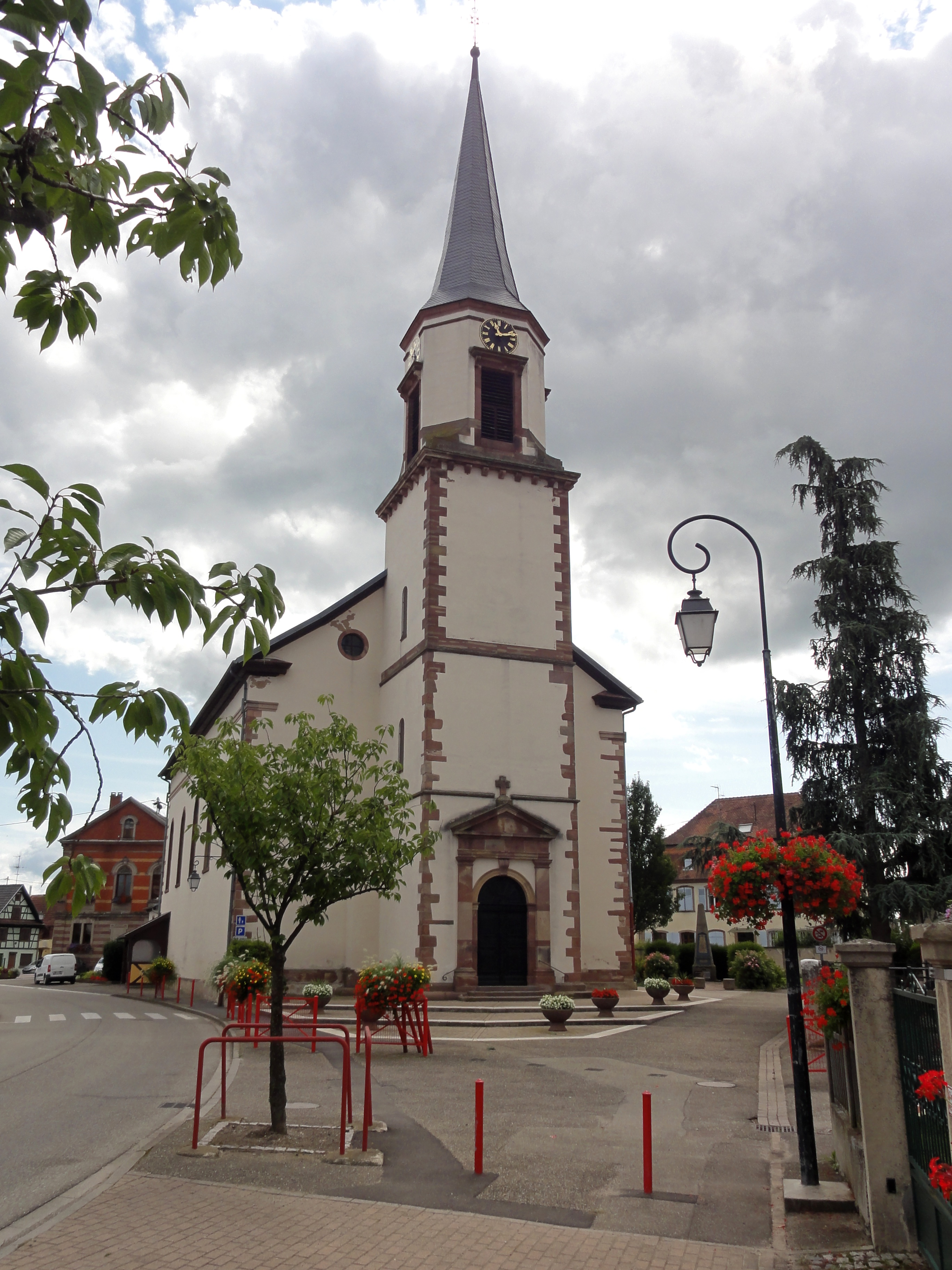
Церковь
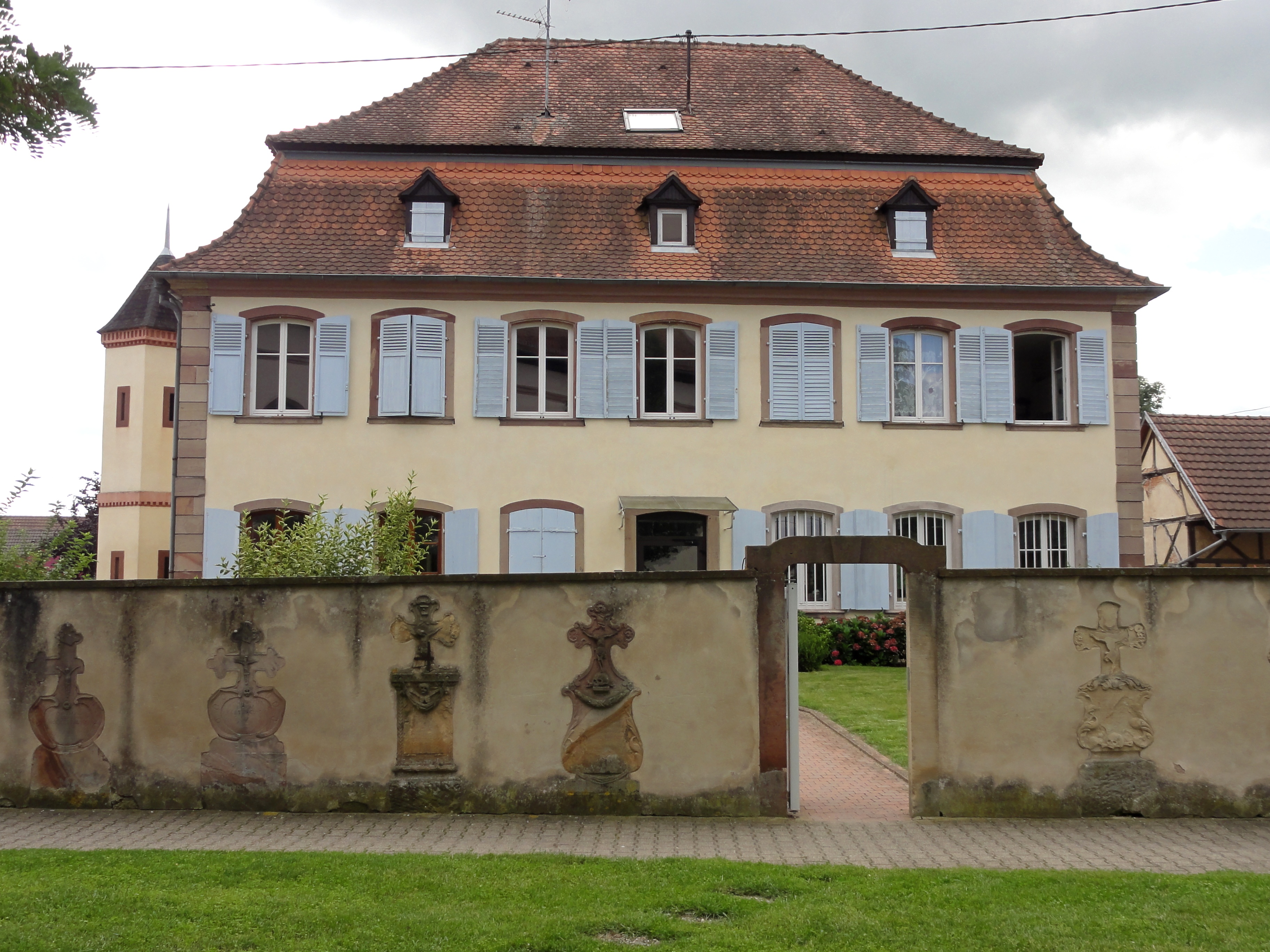
Пресвитерия